# Jean d’Eaubonne
Jean d’Eaubonne (* 8. März 1903 als Jean Gabriel Adrien Piston d’Eaubonne in Talence; † 27. Juli 1971 in Boulogne-Billancourt) war ein französischer Filmarchitekt.

## Leben
D’Eaubonne, der in seiner vier Jahrzehnte umspannenden Tätigkeit für das französische Kino eine Fülle von Filmklassikern szenenbildnerisch betreut hatte, erhielt eine Ausbildung zum Bildhauer und Maler. Seine ersten Einkünfte erwarb er als Maler von Werbeplakaten. Zum Film brachte ihn Ende der 1920er Jahre sein Lehrmeister Lazare Meerson, selbst ein bedeutender Filmarchitekt, umgekehrt wurde er später der Lehrmeister von Raymond Gabutti. Eine seiner frühen wichtigen Arbeiten war Jean Cocteaus Das Blut eines Dichters. 
Seit den ausgehenden 1930er Jahren war d’Eaubonne an einer Fülle von hochwertigen Produktionen beteiligt, inszeniert von Regisseuren wie Jacques Feyder, Ludwig Berger, Kurt Bernhardt und zuletzt, vor Einmarsch der Deutschen in Frankreich, erstmals auch Max Ophüls. 1940 floh Jean d’Eaubonne in die Schweiz und blieb dort bis Kriegsende 1945. Wieder in Paris, folgte d’Eaubonnes wichtigste Periode in der ersten Hälfte der 1950er Jahre, als er zu den letzten Topinszenierungen Ophüls’ die Bauten entwarf. Seine Entwürfe zu den „vier Meisterwerken Der Reigen, Pläsier, Madame de … und Lola Montez sind archetypische, wegweisende Dekorationen von zeitloser, stilsicherer Eleganz und klassischer Schönheit“.
Weitere wichtige von d’Eaubonne gestaltete Nachkriegsarbeiten sind Jean Cocteaus Orpheus-Film von 1949 und Jacques Beckers Belle-Epoque-Halbweltgeschichte Goldhelm aus dem Jahr 1951. In den 1960er Jahren entwarf der Franzose auch die Kulissen zu mehreren vor Ort entstandenen, überwiegend hochrangigen US-Produktionen wie Stanley Donens Krimi Charade, Richard Quines Komödie Zusammen in Paris und Peter Ustinovs Inszenierung Lady L – Filme, „für die er Pariser Flair wie aus dem Bilderbuch konzipierte“.

## Filmografie
- 1928: Le Perroquet vert
- 1930: Das Blut eines Dichters (Le Sang d’un poète)
- 1930: Azaïs
- 1931: Coquecigrole
- 1931: Le Juif polonais
- 1932: Les Vignes du seigneur
- 1933: Fräulein Josette – meine Frau (Mademoiselle Josette, ma femme)
- 1933: Mannequins
- 1934: Le Petit Jacques
- 1934: La Reine de Biarritz
- 1935: Die schönen Tage (Les Beaux jours)
- 1935: Le Clown Bux
- 1936: La Flamme
- 1936: Jenny
- 1937: Le Habit vert
- 1937: Police mondaine
- 1938: Fahrendes Volk
- 1938: Ehrenlegion (Légions d’honneur)
- 1938: Drei Walzer (Trois valses)
- 1938: Carrefour
- 1939: Dezembernacht (Nuit de décembre)
- 1939: Das Gesetz des Nordens (La Loi du nord)
- 1940: Von Mayerling bis Sarajewo (De Mayerling à Sarajévo)
- 1942: Eine Frau verschwindet (Une femme disparait)
- 1943: Postlagernd 212
- 1946: Chanson der Liebe (Étoile sans lumière)
- 1946: Der blinde Engel (La Foire au chimère)
- 1946: Zur roten Laterne (Macadam)
- 1948: Die Kartause von Parma (La Chartreuse de Parme)
- 1949: Die Hafenbar von Marseille (Hans le marin)
- 1949: Graf Cagliostro (Black Magic)
- 1949: Lady Paname
- 1949: Orpheus
- 1950: Der Vagabund von Paris (Ma pomme)
- 1950: Der Reigen
- 1950: Olivia
- 1951: Fünf Mädchen und ein Mann (A Tale of Five Cities)
- 1952: Pläsier
- 1952: Goldhelm
- 1952: Palast Hotel (Palace Hotel)
- 1952: Traumschöne Nacht (Plaisirs de Paris)
- 1952: Auf den Straßen von Paris (La Fête à Henriette)
- 1953: Liebe im Kreise (Rue de l’Estrapade)
- 1953: Liebe, Frauen und Soldaten (Destinées)
- 1953: Madame de …
- 1953: Mamsell Nitouche (Mam’zelle Nitouche)
- 1954: Wenn es Nacht wird in Paris (Touchez pas au grisbi)
- 1954: Mord auf dem Dachgarten (Bonnes à tuer)
- 1954: Nächte in Lissabon (Les Amants du tage)
- 1955: Marianne
- 1955: Frauen, die dem Satan dienen (L’Affaire des poisons)
- 1955: Das Geheimnis der Schwester Angelika (Le Secret de Sœur Angèle)
- 1955: Lola Montez
- 1956: Bonsoir Paris (Bonsoir Paris, bonjour l’amour)
- 1956: Die Braut war viel zu schön (La Mariée est trop belle)
- 1956: Die Verleumder (L’Homme aux clés d’or)
- 1956: Paris, Palace Hotel (Paris, Palace Hôtel)
- 1956: Hyänen unter sich (Jusqu’au dernier)
- 1957: Bitter war der Sieg (Bitter Victory)
- 1957: Killer lassen bitten (Quand la femme s’en mêle)
- 1958: Was weiß Mama von Liebe? (The Reluctant Debutante)
- 1958: Montparnasse 19
- 1958: Christine
- 1959: Nina
- 1959: Ein Engel auf Erden
- 1959: Katja, die ungekrönte Kaiserin (Katia)
- 1959: Drama im Spiegel (Crack in the Mirror)
- 1960: Tödliche Begegnung (Les Magiciennes)
- 1960: Das große Wagnis (The Big Gamble)
- 1961: Affäre Nina B. (L’Affaire Nina B.)
- 1961: Madame-sans-Gêne
- 1962: 40 Millionen suchen einen Mann (Love Is a Ball)
- 1963: Charade
- 1963: Zusammen in Paris (Paris When It Sizzles)
- 1964: Begegnung in Salzburg
- 1964: Le Repas des fauves
- 1965: Lady L
- 1965: Karten auf den Tisch (Cartes sur table)
- 1965: Galia
- 1966: Die Haut des Anderen (Avec la peau des autres)
- 1967: Jonny Banco – Geliebter Taugenichts (Johnny Banco)
- 1967: Ein Tag zum Kämpfen (Custer of the West)
- 1968: Der Bulle (Le Pacha)
- 1968: Nackt unter Leder (The Girl on the Motorcycle)
- 1968: Ich laß mich nicht für dumm verkaufen (Faut pas prendre les enfants du Bon Dieu pour des canards sauvages)
- 1969: Une veuve en or
- 1970: Die Straße nach Salina (La Route de Salina)
- 1970: Sapho
- 1970: Der große Coup des Kommissars (Laisser aller, c’est une valse)
- 1970: Der Mörder hinter der Tür (Quelqu’un derrière la porte)
- 1971: Der Seebär von St. Malo (Le Drapeau noir flotte sur la marmite)